# 도쿄 그랜드슬램 유도대회
도쿄 그랜드슬램 유도대회는 국제 유도 연맹 IJF가 주관하는 대회 중 세계 선수권 대회, 올림픽, 월드마스터즈 다음으로 가장 큰 대회이다.
특히 일본에서 열리는 그랜드슬램대회는 유도 종주국이자 강국인 일본선수들이 체급별 4명씩 나오는 세계적인 대회이다.
매년 도쿄나 오사카 등으로 대회경기장이 바뀌기도 한다.